# Korzeń (rezerwat przyrody w województwie łódzkim)
Rezerwat przyrody „Korzeń” – torfowiskowy rezerwat przyrody położony w pobliżu wsi Korzeń w gminie Widawa, jednak już na terenie gminy Zapolice, w powiecie zduńskowolskim, w województwie łódzkim. Leży w widłach rzek Warty i Widawki, w granicach Parku Krajobrazowego Międzyrzecza Warty i Widawki.
Został utworzony Rozporządzeniem Ministra Ochrony Środowiska, Zasobów Naturalnych i Leśnictwa z dnia 23 grudnia 1998 r.
Powierzchnia: 34,93 ha.
Celem ochrony rezerwatu jest zachowanie ze względów naukowych i dydaktycznych torfowiska o charakterze przejściowym oraz dobrze zachowanych fitocenoz olsu torfowcowego i porzeczkowego. Oprócz wartości naukowych i dydaktycznych, rezerwat stanowi znakomity magazyn puli genowej, regionalnych form i ekotypów, co przy planowanej renaturalizacji zniszczonych melioracją siedlisk parku krajobrazowego ma także aspekt praktyczny.
Występują tutaj gatunki roślin chronionych, m.in.: rosiczka długolistna, rosiczka okrągłolistna, widłak jałowcowaty, grzybienie północne, bagno zwyczajne i wiele gatunków rzadkich, takich jak: modrzewnica pospolita czy przygiełka biała. Znajdują się tutaj stanowiska lęgowe ptaków, zwłaszcza żurawia i brodźca samotnego.
Według obowiązującego planu ochrony ustanowionego w 2013 roku, obszar rezerwatu objęty jest ochroną czynną.